# Universidad de Vilna
La Universidad de Vilna (en lituano: Vilniaus universitetas) es la universidad más antigua de los Estados bálticos y la más grande de Lituania. Fundada por Esteban I de Polonia en 1579, se convirtió en uno de los mayores centros científicos y culturales de la región báltica y el más importante en el Gran Ducado de Lituania.